# Dragonfly (misja kosmiczna)
Ten artykuł dotyczy przyszłego wydarzenia. Informacje w nim zawarte mogą się zmienić wraz z pojawieniem się nowych faktów, a początkowe doniesienia mogą być niepewne. Ostatnie aktualizacje tego artykułu mogą nie odzwierciedlać najbardziej aktualnych informacji.

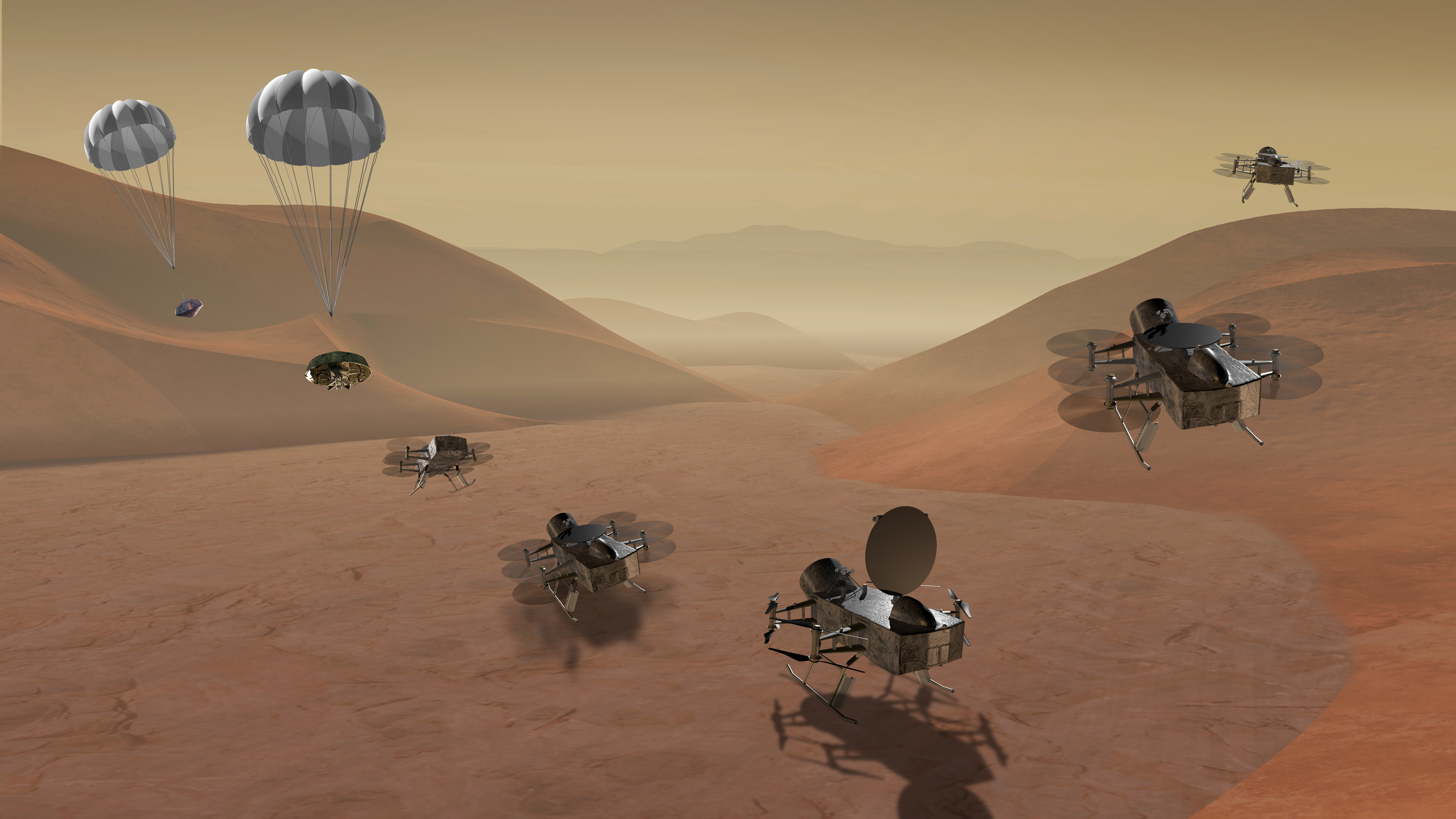
Artystyczna wizja misji Dragonfly

Dragonfly – planowana przez NASA misja kosmiczna klasy New Frontiers, wysłania na księżyc Saturna – Tytana – zasilanego radioizotopowo drona o konstrukcji wiropłata z ośmioma wirnikami, którego celem byłoby badanie potencjalnych sprzyjających życiu miejsc na jego powierzchni oraz procesów chemicznych, wskazujących na możliwy rozwój prostych form życia. Będzie to pierwsza w historii misja kosmiczna składająca się wyłącznie z urządzenia latającego. Misja została zaproponowana 8 maja 2017 przez naukowców z Johns Hopkins University Applied Physics Laboratory (JHUAPL). 20 grudnia 2017 NASA spośród 12 propozycji na misję klasy New Frontiers wybrała CAESAR (lot do komety 67P/Czuriumow-Gierasimienko celem zebrania próbek i dostarczenia ich na Ziemię) oraz Dragonfly. 15 stycznia 2019 zespół koncepcji Dragonfly dostarczył do NASA dokumentację dotyczącą planowanej misji. Ostatecznie 27 czerwca 2019 wybrano Dragonfly. Start był planowany na rok 2026, lądowanie – na 2034. W 2020 roku start przesunięto na 2027 rok. W 2024 roku ogłoszono nową datę startu - lipiec 2028. Pod koniec 2024 roku ogłoszono, że Dragonfly poleci rakietą Falcon Heavy firmy SpaceX.
Dzięki gęstej atmosferze (144% ziemskiej) i słabej grawitacji (0,138g) Tytana lot drona będzie łatwiejszy, niż na Ziemi. Użycie drona znacznie zwiększy zasięg badań w stosunku do misji lądowników i łazików. Dragonfly rozpocznie swoją misję w regionie, w którym w 2005 roku wylądował Huygens. Głównym celem misji jest krater uderzeniowy Selk, w którym znaleziono dowody na przeszłą obecność wody w stanie ciekłym oraz związków organicznych. Dron powinien przetrwać na Tytanie około 2,5 ziemskiego roku, osiągając maksymalny zasięg 200 km.